# Karl-Heinz Küster (Radsportler)
Karl-Heinz Küster (* 19. August 1949 in Köln) ist ein ehemaliger deutscher Radrennfahrer.

## Sportliche Laufbahn
Küster war Straßenradsportler. Als Amateur fuhr er für die deutsche Nationalmannschaft 1971 das Milk Race (43. Platz) und die Tour de l’Avenir (34. Platz). Er startete für den Verein PSV 1922 Köln. 1972 siegte er im Etappenrennen Rheinland-Pfalz Rundfahrt mit einem Etappensieg vor Andreas Troche und wurde Dritter der nationalen Meisterschaft im Mannschaftszeitfahren.
1972 wurde er Berufsfahrer im Radsportteam Rokado und blieb bis 1977 als Radprofi aktiv. In seiner letzten Saison fuhr er für das französische Team Peugeot. 1974 wurde er Vize-Meister im Straßenrennen hinter Günter Haritz. Den Giro d’Italia fuhr er zweimal, 1973 wurde er 92. und 1974 67. des Endklassements.
In der Tour de Suisse wurde er 1974 48., 1975 46. und 1976 14. der Gesamtwertung. Im Rennen der UCI-Straßen-Weltmeisterschaften 1977 kam er auf den 31. Rang, 1974, 1975 und 1976 schied er aus.  